# Liste der Bodendenkmale in Theuma
In der Liste der Bodendenkmale in Theuma sind die Bodendenkmale der Gemeinde Theuma und ihrer Ortsteile nach dem Stand der Auflistung von Volkmar Geupel aus dem Jahr 1983 aufgelistet. Eventuelle Änderungen und Ergänzungen, insbesondere aus der Zeit nach der Wende, sind nicht berücksichtigt, da für Sachsen aktuell keine neueren allgemein zugänglichen Bodendenkmallisten vorliegen. Die Baudenkmale sind in der Liste der Kulturdenkmale in Theuma aufgeführt.
| Denkmal-ID | Fundart          | Ortsteil | Bezeichnung | Zeitstellung    | Lage                                         | Bemerkungen                                  | Bild |
| ---------- | ---------------- | -------- | ----------- | --------------- | -------------------------------------------- | -------------------------------------------- | ---- |
| ?          | besonderer Stein | Theuma   | Steinkreuz  | Spätmittelalter | nordwestlicher Ortsausgang, im Straßenwinkel | ein Arm fehlt, Schutz seit 19. November 1963 |      |